# Chamaia convexa
Chamaia convexa is een hooiwagen uit de familie Zalmoxioidae.